# Miami Vice (film)
Miami Vice è un film del 2006 diretto da Michael Mann, basato sulla famosa serie omonima di Anthony Yerkovich, degli anni ottanta, di cui il regista era stato produttore esecutivo.
Il film è uscito il 28 luglio 2006 negli Stati Uniti e il 6 ottobre dello stesso anno in Italia.

## Trama
Mentre lavorano a un'operazione sotto copertura di prostitute in un nightclub per arrestare un protettore di nome Neptune, i detective della polizia di Miami-Dade James "Sonny" Crockett e Ricardo "Rico" Tubbs ricevono una telefonata frenetica dal loro ex informatore Alonzo Stevens. Stevens rivela che sta lasciando la città e, credendo che sua moglie Leonetta sia in pericolo immediato, chiede a Rico di controllarla. Crockett scopre che Stevens stava lavorando come informatore per l'FBI ma è stato compromesso.
Crockett e Tubbs contattano rapidamente l'agente speciale dell'FBI in carica John Fujima e lo avvertono della sicurezza di Stevens. Rintracciando Stevens attraverso un veicolo transponder e la sorveglianza aerea, Crockett e Tubbs lo fermano lungo la I-95. Stevens rivela che un cartello colombiano si era accorto che dei russi sotto copertura, ora morti, stavano lavorando con l'FBI, e aveva minacciato di uccidere Leonetta tramite una collana bomba C-4 se non avesse confessato. Rico, venendo a conoscenza della morte di Leonetta per telefono, dice ad Alonzo che non deve tornare a casa. Sentendo questo, Stevens addolorato si suicida camminando davanti a un semirimorchio in arrivo.
In viaggio verso la scena del delitto, Sonny e Rico ricevono una chiamata dal tenente Martin Castillo e gli viene ordinato di stare alla larga. Dice loro di incontrarlo in centro, dove vengono presentati di persona a John Fujima, capo della task force congiunta interagenzia della Florida tra l'FBI, la DEA e l'ICE. Crockett e Tubbs rimproverano Fujima per gli errori commessi e chiedono perché l'MDPD non fosse coinvolto. Fujima rivela che il gruppo colombiano che fa parte dell'AUC è molto sofisticato e gestito da José Yero, inizialmente ritenuto il capo del cartello. Fujima arruola Crockett e Tubbs, rendendoli deputati della task force antidroga per la criminalità organizzata, per aiutarli, e continuano le indagini esaminando le barche veloci provenienti dai Caraibi, consegnando carichi di stupefacenti dai colombiani. Quindi usano i loro contatti informatori di Miami per organizzare un incontro e un saluto con il cartello.
Fingendosi contrabbandieri di droga, Sonny e Rico offrono i loro servizi a Yero, l'uomo della sicurezza e dell'intelligence del cartello. Dopo un incontro ad alta tensione, passano lo screening e vengono presentati ad Arcángel de Jesús Montoya, boss del traffico di droga transnazionale. Nel corso della loro indagine, Crockett e Tubbs scoprono che il cartello sta usando la Fratellanza ariana per distribuire droga e sta fornendo loro armi all'avanguardia che avevano usato per uccidere gli infiltrati russi. Nel frattempo, Crockett cerca di raccogliere ulteriori prove dal consigliere finanziario e amante di Montoya, Isabella, ma finisce per iniziare una relazione segreta durante un viaggio con lei in motoscafo a Cuba. Tubbs inizia a temere per la sicurezza della squadra con l'avventura di Crockett. Queste paure si realizzano presto quando Trudy, l'agente dell'intelligence dell'unità e fidanzata di Rico, viene rapita dalla Fratellanza Ariana per ordine di Yero, che non si è mai fidato di Crockett e Tubbs. La Fratellanza Ariana chiede a Crockett e Tubbs di consegnare direttamente loro il carico del cartello. Con l'aiuto del tenente Castillo, l'unità triangola la posizione di Trudy in una casa mobile in un parcheggio per roulotte ed esegue un salvataggio ma è gravemente ferita quando Tubbs non riesce a evacuarla prima che una bomba venga fatta esplodere a distanza da Yero. Poco dopo, Yero rivela il tradimento di Isabella a Montoya e la cattura. Nella resa dei conti, Crockett e Tubbs affrontano Yero, i suoi uomini e la Fratellanza Ariana al porto di Miami.
Durante lo scontro a fuoco, Crockett inizia a chiamare i rinforzi. Quando Isabella vede il suo scudo e la radio della polizia, si rende conto che è un poliziotto. Tradita, Isabella lotta con Crockett finché lui non la sottomette. Tubbs spara a Yero mentre tenta di sparare per mettersi in salvo. Dopo lo scontro a fuoco, Crockett porta Isabella in un rifugio della polizia e insiste che dovrà andarsene senza di lui. Isabella gli dice che "il tempo è fortuna", sperando che l'avventura possa continuare, ma lui le dice che "il tempo è scaduto".
Crockett fa in modo che Isabella lasci il paese e torni a casa a Cuba, evitando così l'arresto. Nel frattempo, Tubbs sta tenendo d'occhio Trudy in ospedale mentre inizia a risvegliarsi dal coma.

## Produzione
Il film è stato girato in varie parti del mondo:
- Atlántida, Canelones, Uruguay.
- Barranquilla, Atlántico, Colombia.
- Ciudad del Este, Paraguay.
- L'Avana, Cuba.
- Cascate dell'Iguazú, Paraná, Brasile.
- Miami, Florida, Stati Uniti d'America.
- Montevideo, Uruguay.
- Port-au-Prince, Haiti.
- Punta del Este, Uruguay.
- Santo Domingo, Repubblica Dominicana.

## Colonna sonora
Come quasi tutti i film di Mann e come il precedente Collateral, anche Miami Vice contiene una vasta gamma di canzoni di varia matrice. In The Air Tonight, il brano musicale che apre l'album discografico del film, è una rivisitazione di un pezzo di Phil Collins da parte dei Nonpoint (una band nu metal di Miami). Gli addetti alla colonna sonora sono John Murphy, King Britt e Klaus Badelt, ma vi si trovano anche: Moby con due canzoni dalla sua discografia, una dalle tonalità techno (Anthem) e l'altra dalle tonalità malinconiche (One Of These Mornings); Felix da Housecat con il remix di un pezzo di Nina Simone (Sinnerman); gli scozzesi Mogwai con due canzoni rock strumentali; i Goldfrapp con la sensuale canzone Strict Machine; ed infine i ritmi latini delle canzoni di Emilio Estefan e di Manzanita.

Il brano che apre il film e che accompagna i trailer, Numb/Encore dei Linkin Park assieme al rapper Jay-Z, non è incluso invece fra le 17 tracce della colonna sonora; stessa cosa accade per Wide Awake e Shape of Things to Come degli Audioslave, nonostante siano presenti nel film.
La colonna sonora del film è racchiusa in un CD pubblicato il 6 ottobre 2006 dall'etichetta Atlantic Records.

### Tracce
1. Nonpoint: In The Air Tonight
2. Moby: One Of These Mornings
3. Mogwai: We're No Here
4. Nina Simone: Sinnerman (Felix Da Housecat's Heavenly House Mix)
5. Mogwai: Auto Rock
6. Manzanita: Arranca
7. India.Arie: Ready For Love
8. Goldfrapp: Strict Machine
9. Emilio Estefan: Pennies In My Pocket
10. King Britt: New World In My View
11. Blue Foundation: Sweep
12. Moby: Anthem
13. Freak Chakra: Blacklight Fantasy
14. John Murphy: Mercado Nuevo
15. John Murphy: Who Are You
16. King Britt: Ramblas
17. Klaus Badelt: A-500

## Curiosità
- Nel film è utilizzata la prima Ferrari F430 Spider importata negli Stati Uniti.
- Nella serie TV il tenente della polizia di Miami Martin Castillo era ispanico (interpretato dall'attore Edward James Olmos), mentre nel film è afroamericano.
- All'inizio della scena 16 si intravede su un tavolo nell'ufficio di Montoya una copia del Corriere della Sera.